# Братталид
Братталид (норв. Brattalid) или Браттахлид (др.-сканд. Brattahlíð) — поместье Эрика Рыжего в Восточном поселении викингов в юго-западной Гренландии. Основано в конце X века; в настоящее время на этом месте находится посёлок Кассиарсук. Поместье находилось в конце большого фьорда, в 96 км (60 милях) от океана, что защищало его от штормов. Потомки Эрика жили здесь до XV века. Название «Братталид» означает «крутой склон».
Согласно исландским сагам, здесь длительное время жила Гудрид Торбьярнардоттир, сыгравшая важную роль как в освоении Северной Америки, так и в дальнейшем в христианизации Исландии.

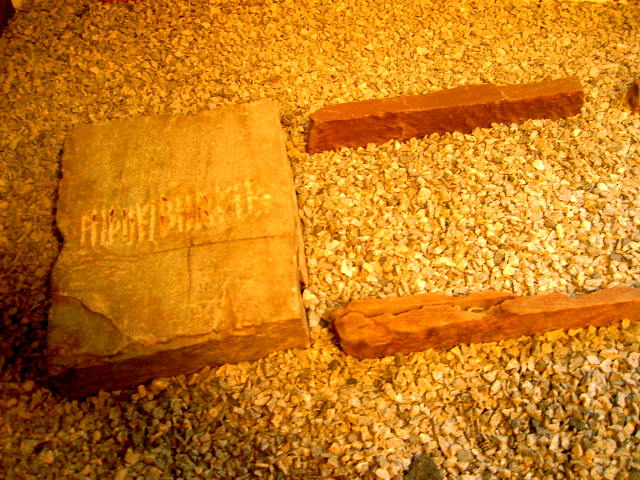
Рунический надгробный камень на могиле Ингеборг в Братталиде

На месте основной церкви, построенной после обращения местных скандинавов в христианство, исследователи нашли расплавленные фрагменты металла колоколов и камни фундамента этой церкви и других зданий, сохранившиеся до XX века, как и остатки (предположительно) кузницы. Церковь имела в размерах 12.5 на 4.5 м, и у неё было два входа, по всей видимости, с очагом посредине. Церковь, возможно, построенная в XIV веке, может стоять на развалинах более ранней церкви, основанной женой Эрика Рыжего Тьодхильд. На церковном дворе есть могильные камни, на одном из них выгравирован крест. На другом вырезана руническая надпись, означающая «Могила Ингибьорг». Сейчас камни чётко обозначают границы церкви, хотя их, вероятно, поместили недавно. Посетители также могут увидеть окружающее кладбище.